# 約翰皮納爾機場
約翰皮納爾機場是一個位於南非庫魯曼的機場。

## 備註
1. 1 2  世界航空数据库中的FAKU机场数据，数据截止日期：2006年10月。
2. 1 2  在大圆制图人（Great Circle Mapper）上的KMH机场信息

## 外部連結
- （页面存档备份，存于）